# Fehér pokol
A Fehér pokol (eredeti cím: The Grey) 2012-ben bemutatott amerikai thriller-kalandfilm, melyet Joe Carnahan írt és rendezett. A főszereplők Liam Neeson, Frank Grillo, Dermot Mulroney és James Badge Dale. A film Ian MacKenzie Jeffers Ghost Walkers című novellája alapján készült; a forgatókönyv megírásában Jeffers is közreműködött.
2012. január 27-én mutatták be az Amerikai Egyesült Államokban, Magyarországon pedig két hónappal később, március 22-én.
A kritikusok kedvezően értékelték, külön kiemelve Neeson alakítását, valamint Carnahan rendezését. A Metacritic oldalán a film értékelése 35 vélemény alapján 64% a 100-ból, a Rotten Tomatoeson pedig 190 értékelés alapján 79%-os minősítést kapott. 10-ből 6,9-es pontszámot ért el.
Észak-Amerikában 3185 moziban mutatták be, és az első hétvégén bruttó 19,6 millió dollár bevételt termelt, ez átlagosan 6174 $/mozi bevételt jelent. A Fehér pokol belföldi bevételei végül 51,5 millió dollárt, nemzetközi bevételei 25,7 millió dollárt tettek ki, azaz összesen 77,2 millió dollárt hozott, ami jóval meghaladja a gyártási költségvetését.
A film az Alaszkában dolgozó John Ottwayről (Neeson) szól, akinek a hazaúton lezuhan a repülőgépe. A balesetet nyolcan élik túl; a túlélőknek nemcsak a hideg időjárással, hanem az őket üldöző vérszomjas farkasokkal is meg kell küzdeniük.

## Cselekmény
|  | Alább a cselekmény részletei következnek! |

John Ottway (Liam Neeson) Alaszkában dolgozik, feladata az olajfúró csapatot veszélyeztető farkasok kiiktatása. A munka utolsó napján is elejt egy farkast. Aznap este levelet ír feleségének, Anának (Anne Openshaw), melyben leírja öngyilkossági szándékát, azonban mégsem végez magával.
A következő napon Ottway és sok más olajfúró munkás repülőgépre száll, de balesetet szenvednek. Ottway tehetetlenül végignézi, ahogy munkatársa, Lewenden (James Badge Dale) belehal sérüléseibe. Amikor a túlélők élére álló Ottwayt megtámadja egy farkas, munkatársai mentik meg az életét, a férfiak pedig rádöbbennek: a farkasok területére  zuhantak és folyamatosan őrködniük kell. Hernandezt (Ben Bray) széttépik a farkasok, Ottway azt javasolja, hagyják hátra a repülőgép roncsait, de Diaz (Frank Grillo) megkérdőjelezi döntését. A halottak személyes tárgyainak átkutatása során Diaz talál egy segélykérésre alkalmas rádiós karórát.
A csoport elhagyja a szerencsétlenség helyszínét, Flannery (Joe Anderson) hátramarad és a farkasok áldozata lesz. A többi túlélő a fenevadak elől a fák tetejére menekül, tüzet gyújtanak és rögtönzött fegyvereket készítenek. A stressz hatására Diaz kiborul és késsel fenyegeti Ottwayt, de hamar lefegyverzik. Mielőtt bocsánatot kérhetne viselkedéséért, megtámadja egy farkas, melyet a többiek megölnek és élelemforrásként felhasználnak. Ottway azt gyanítja, hogy a farkas egy omegahím volt, melyet a falkavezér, az alfahím küldött előre, próbatétel elé állítva az embereket. A megbomló elméjű Diaz levágja a tetem fejét és a többi farkas közelébe hajítja. A férfi mesél társainak ateizmusáról, Talget (Dermot Mulroney) kitart istenbe vetett hitében és mesél a többieknek kislányáról. Ottway szintén ateistának vallja magát, viszont nem tud hinni, ekkor elszaval egy apja által írt verset.
A vihar közeledtével reggelre a hypoxiában szenvedő Burke-öt (Nonso Anozie) holtan találják. A maradék túlélő a kanyon pereméhez vonul. A szakadék feletti átkelés közben elszakad a kötél és Talget a mélybe zuhan, és súlyosan megsérül. Látomása támad kislányáról, miközben a farkasok magukkal hurcolják. A Talget megmentésére igyekvő Diaz súlyos térdsérülést szenved. Diaz, Ottway és Hendrick egy folyóhoz érkezik, a járásképtelenné vált Diaz pedig elfogadja végzetét és hátramarad. A farkasok megtámadják az életben maradt két férfit, Hendrick a folyóba zuhan és a víz alatt reked, Ottway megpróbálja kimenteni, de megfullad.
A kimerült és hipotermiától szenvedő Ottway betéved a farkasok barlangjába és rádöbben: társaival végig rossz irányba haladtak. A farkasokkal körülvéve, szemtől szemben a vezérükkel Ottway vet egy utolsó pillantást felesége fotójára. Kiderül, hogy az asszony gyógyíthatatlan betegségben halt meg, férje ezért fontolgatta az öngyilkosságot. Miközben az alfahím közeledik felé, Ottway egy késsel és a kezére rögzített üvegszilánkokkal készül az élet-halál harcra. Elmormolja apja versét és támadást indít.
A stáblista lepergése után egy rövid jelenetben a földön fekvő, halálosan megsebesült farkast mutatják. A vadállat hátán a még lélegző Ottway feje nyugszik, de további sorsa rejtély marad.
|  | Itt a vége a cselekmény részletezésének! |

## Szereplők
| Színész          | Szereplő        | Magyar hang    |
| ---------------- | --------------- | -------------- |
| Liam Neeson      | John Ottway     | Csernák János  |
| Frank Grillo     | John Diaz       | Fekete Zoltán  |
| Dermot Mulroney  | Jerome Talget   | Czvetkó Sándor |
| Joe Anderson     | Todd Flannery   | Welker Gábor   |
| Dallas Roberts   | Pete Hendrick   | Bartucz Attila |
| Nonso Anozie     | Jackson Burke   | Bognár Tamás   |
| James Badge Dale | Luke Lewenden   | Rosta Sándor   |
| Ben Bray         | Hernandez       | Megyeri János  |
| Anne Openshaw    | Ottway felesége | Orosz Anna     |
| Jonathan Bitonti | Ottway 5 évesen | Boldog Gábor   |
| Ella Kosor       | Talget kislánya | Boldog Emese   |